# フラカン
フラカン（Huracan）は、マヤ神話に登場する風、嵐、火などを司る創造神。スペイン語読みの「ウラカン（Huracán）」とも。
語源はマヤ語で「一つ脚（の者）」を意味する、「Jun Raqan」から来ているとされる。イシュムカネーとイシュピヤコック、ククルカンとともに、3回にわたる人類の創造に関わっている。その際、人類に知恵がなく神をないがしろにしたために怒って暴風雨を巻き起こし、大洪水によって人類を滅ぼしてしまったこともある。また、改めてトウモロコシから創造した人間たちが神と同じような能力を持っていたので、フラカンはこれを好まず、人間の眼に息を吹きかけた。すると、人間の眼が曇り、地上の一部しか見えなくなった。
フラカンの名前はハリケーンの語源となった。